# Voile au tiers

Vue schématique d'une voile au tiers.

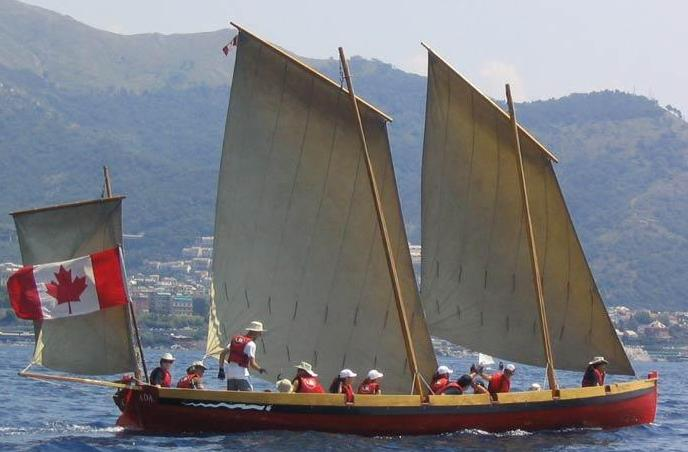
Une yole de Bantry avec ses voiles au tiers.

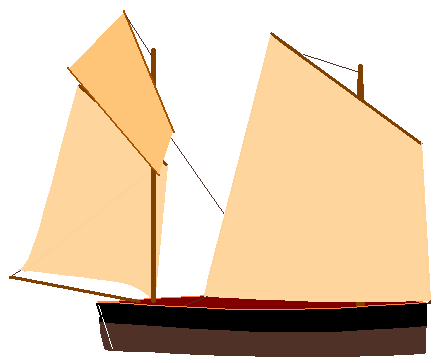
Schéma de voiles au tiers. La voile du haut, à l'arrière, est une voile de flèche au tiers.

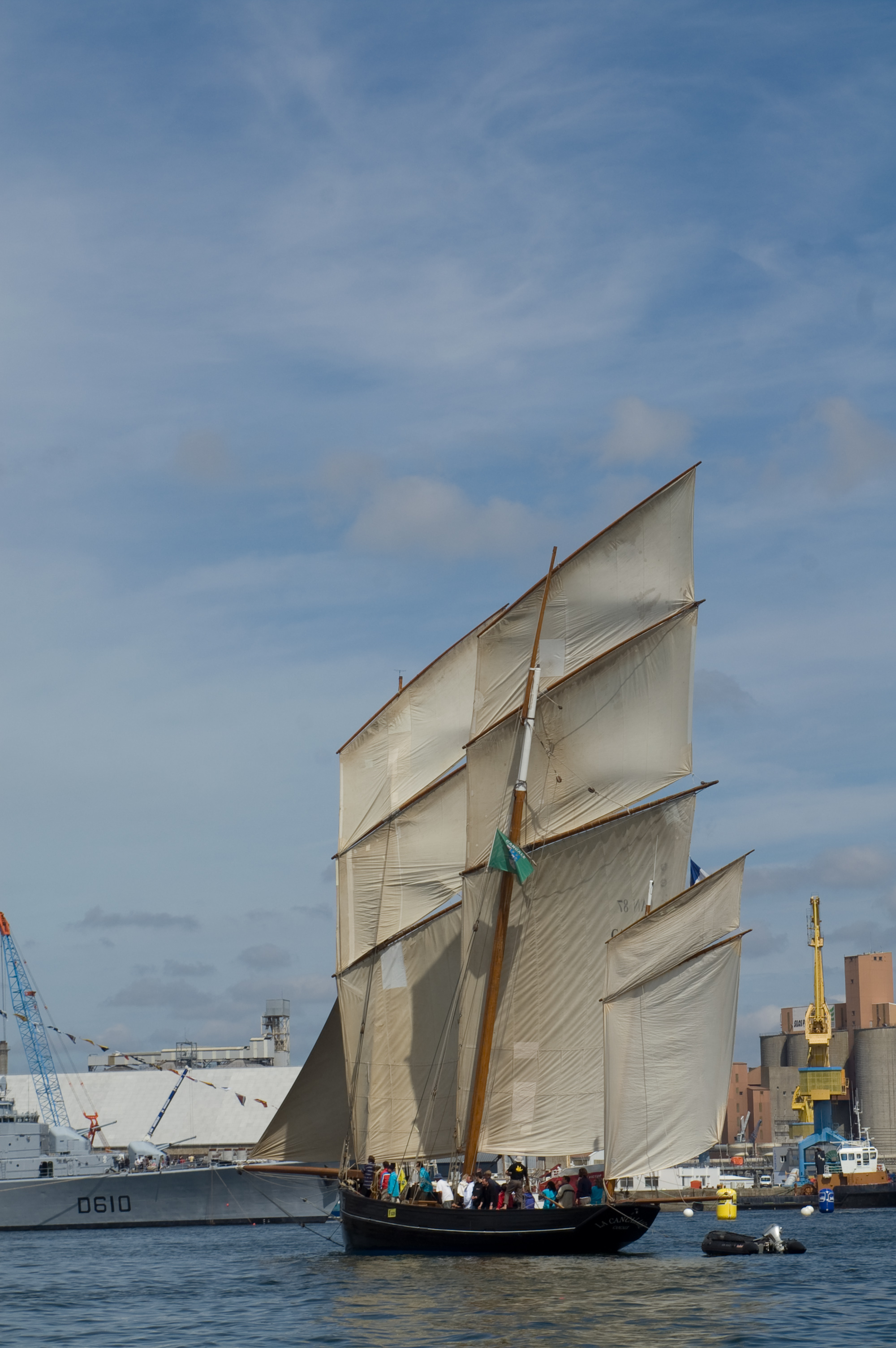
Une bisquine avec voiles, huniers et « rikikis » (perroquets) au tiers.

Une voile au tiers, ou bourcet, est une voile aurique en forme de quadrilatère dont le bord supérieur, ou têtière, est transfilé sur une vergue dont le point de drisse est situé environ au tiers avant de sa longueur.

## Description
Le bord d'attaque, presque vertical, situé sur l'avant, est plus court que la chute, située sur l'arrière, la vergue étant apiquée (inclinée) en montant de l'avant vers l'arrière.  Le point d'amure est frappé en un point situé dans l'axe longitudinal du voilier. Le bord inférieur, ou bordure, est généralement libre et l'écoute est dans ce cas frappée, soit sur un banc transversal, soit à tribord ou à bâbord du bateau.
Lors des virements de bord, il est préférable, mais pas forcément nécessaire, de gambeyer une voile au tiers.
La voile au tiers peut être à bordure libre, comme sur les lougres. En anglais elle porte d'ailleurs le nom de sail of a lugger, ou lugsail, c'est-à-dire voile de lougre. 
La voile au tiers peut aussi être équipée d'une bôme. Ce gréement à voile au tiers bômée, dit de crevettier pour avoir été employé sur des voiliers de pêche à la crevette, se rencontre aussi sur de petits voiliers de course de la première moitié du XXe siècle, comme le dériveur international de 12 pieds. Dans ce cas, le point d'amure est situé à l'intersection de la bôme et du mât.
Certaines voiles de flèches sont des voiles au tiers : la flèche, l'espar qui les supporte, est établie au tiers sur la partie du mât situé au-dessus de la corne ou de la vergue où sont endraillées les grand-voiles ou les voiles de misaines et d'artimon. Ce gréement est typique des homardiers de Loguivy ou des maquerautiers de Cancale.
La position désirée pour la vergue est assurée par un anneau, un rocambeau, qui coulisse le long du mât quand on la hisse.
Ces voiles peuvent aussi être « au quart », le point de drisse étant alors situé environ au quart avant de sa longueur.

## De la voile carrée à la voile au tiers

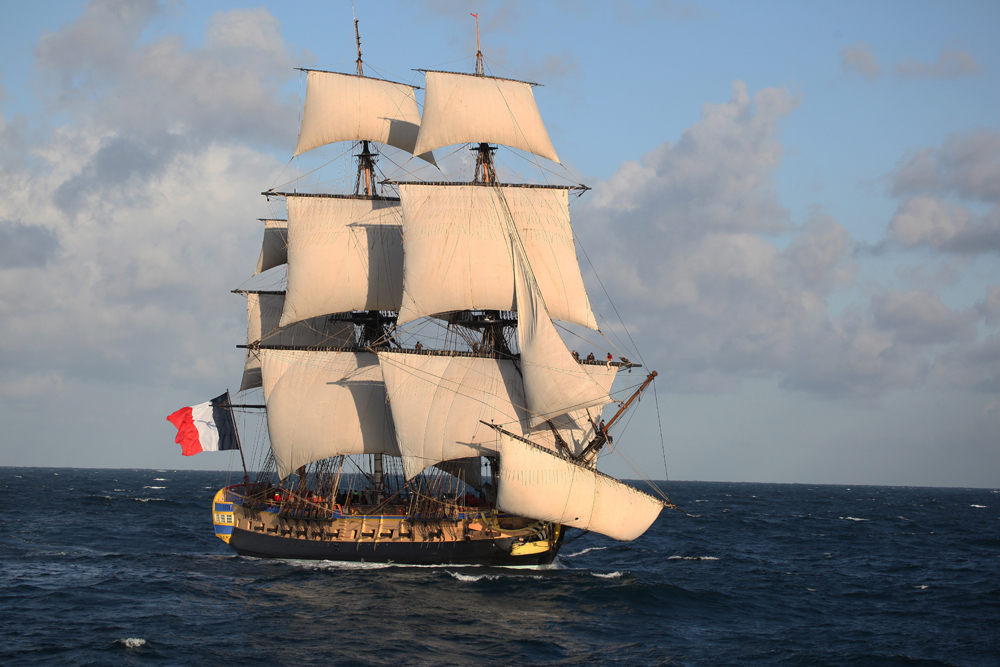
Un trois-mâts-carré toutes voiles dehors.

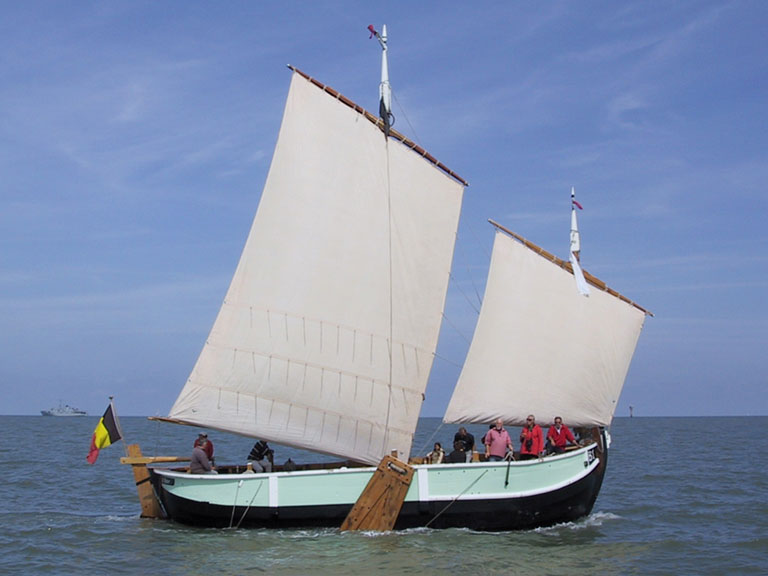
Évolution vers la voile au tiers (Ici la voile n'est plus symétrique mais elle est encore enverguée à la moitié).

La voile carrée, symétrique, convient surtout aux allures portantes ; pour les allures montantes, les anciens grands voiliers gréés au carré utilisaient en outre des voiles d'étai et des focs, et de plus leur brigantine (basse voile d'artimon) était toujours aurique.
En déplaçant le point de fixation de la vergue et en reculant la partie basse de la voile, on transforme la voile carrée en une voile au tiers, qui donne un meilleur comportement aux allures montantes tout en simplifiant le gréement, car cette voile se suffit à elle-même : une grand-voile au tiers, éventuellement une misaine au tiers, suffisent pour gréer un petit voilier de pêche qui se comportera très bien à toutes les allures.

## Types de bateaux gréés avec des voiles au tiers
Le lougre, la chaloupe, le flambart, le sinagot, le canot sardinier, la bisquine, la yole de Bantry, la pinasse à voile en sont des exemples. 
Les plus petits de ces bateaux sont équipés d'une seule voile au tiers. Les plus grands en ont deux ou trois. Les différentes voiles portent le nom de misaine à l'avant, de taillevent pour la grand-voile, et de tapecul à l'arrière.